# Sănătate publică

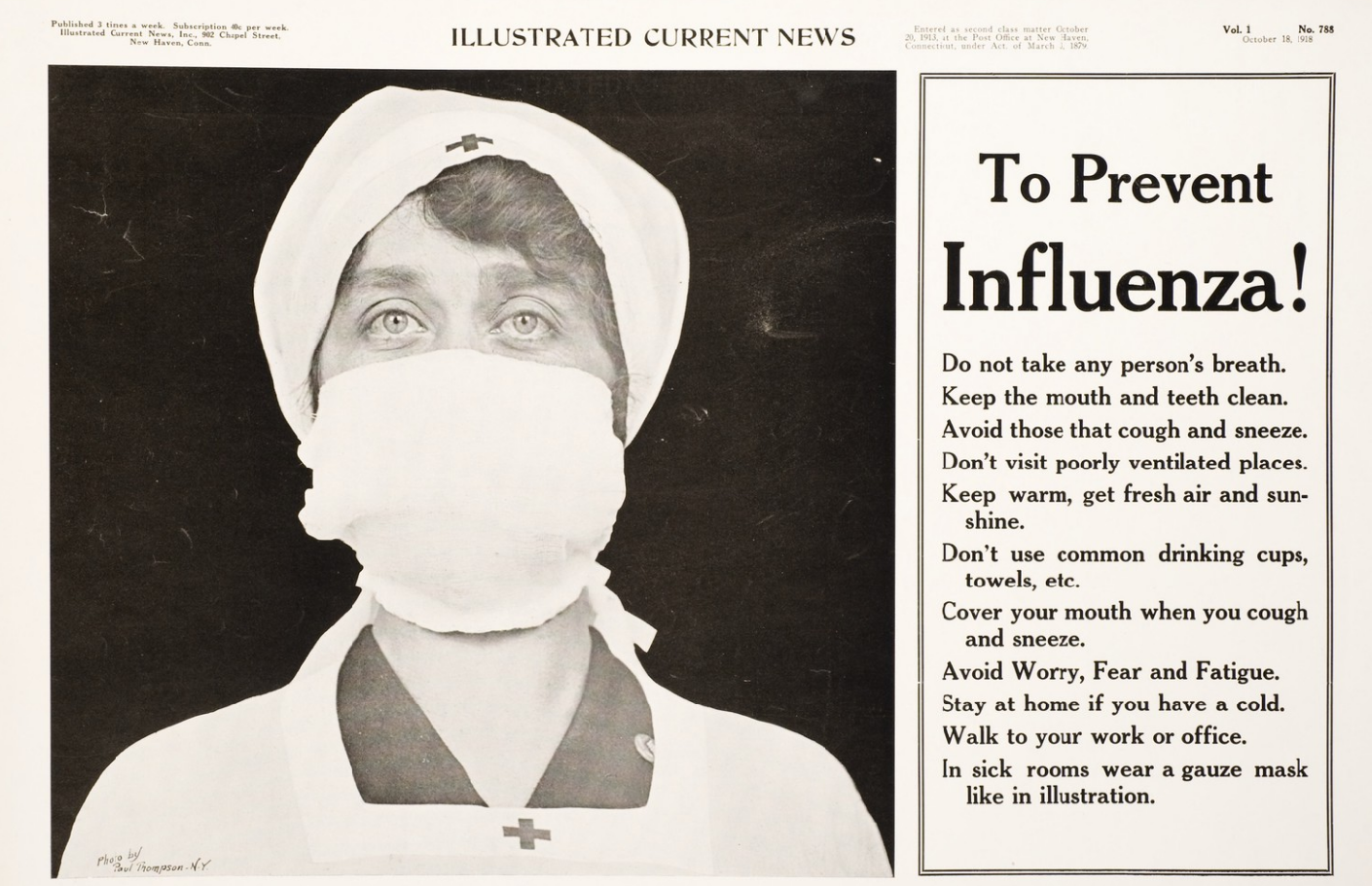
Example of historical public health recommendations from 1918 in New Haven, Connecticut, United States (similar to current messages in conjunction with COVID-19 pandemic)

Sănătatea publică poate fi  definită ca „știința și arta de a preveni bolile ”, prelungirea vieții și îmbunătățirea calității vieții prin eforturi organizate și informare corectă a societății, organizațiilor (publice și private), comunităților și oamenilor.
Analizarea factorilor determinanți de sănătate a unei populații și amenințările cu care se confruntă este baza pentru sănătatea publică, publicul poate fi de la grupuri mici, o mână de oameni sau grupuri mari ca un sat, oraș întreg, iar în cazul unei pandemii poate cuprinde mai multe continente. Conceptul de sănătate ia în considerare bunăstarea fizică, psihologică și socială.
Sănătatea publică este un domeniu interdisciplinar. De exemplu, epidemiologie, biostatistica, științe sociale și gestionare a serviciilor de sănătate sunt relevante. Alte sub-domenii importante includ protecția mediului, sănătatea comunității, sănătate comportamentale, economie de sănătate, ordine publică, sănătate mintală, educație pentru sănătate , politica de sănătate, securitatea și sănătatea la locul de muncă, invaliditate, sănătate publică dentară, probleme de gen în sănătate și sănătate sexuală și reproductivă.
De la începuturile civilizației umane, comunitățile au promovat sănătatea și au luptat împotriva bolilor la nivel de populație. În societățile complexe, preindustrializate, intervențiile menite să reducă riscurile pentru sănătate ar putea fi inițiativa diferitelor părți interesate, cum ar fi generalii de armată, clerul sau conducătorii. Marea Britanie a devenit lider în dezvoltarea inițiativelor de sănătate publică, începând cu secolul al XIX-lea, datorită faptului că a fost prima națiune urbană modernă din lume. Inițiativele de sănătate publică care au început să apară s-au concentrat inițial pe salubritate(de exemplu, sistemele de canalizare Liverpool și (Londra), controlul bolilor infecțioase (inclusiv vaccinarea și carantină) și o infrastructură în evoluție a diferitelor științe, de exemplu statistică, microbiologie, epidemiologie, științe ale ingineriei. 

## Definiție
Sănătate publică a fost definită ca „știința și arta de a preveni boala “, prelungirea vieții și îmbunătățirea calității vieții prin eforturi organizate și alegeri ale informației societății, organizații(publice și private), comunități și persoane fizice. 
Sănătatea publică este un termen complex, compus din multe elemente și practici diferite. Este un domeniu interdisciplinar cu mai multe fațete, cu mai multe fațete.

## Metode
Obiectivele de sănătate publică sunt atinse prin supravegherea cazurilor și promovarea unor comportamente sănătoase, comunități și medii. Analizarea factorilor determinanți ai sănătății unei populații și a amenințărilor cu care se confruntă stă la baza sănătății publice. 
Multe boli pot fi prevenite prin metode simple, nemedicale. De exemplu, cercetările au arătat că simplul act de spălare a mâinilor cu săpun poate preveni răspândirea multor boli contagioase. În alte cazuri, tratarea unei boli sau controlul unui agent patogen poate fi vitală pentru a preveni răspândirea acesteia la alții, fie în timpul unui focar de boală infecțioasă, fie prin contaminarea alimentelor sau a apei. 
Programele de comunicare în domeniul sănătății publice, programele de vaccinare și distribuția de prezervative sunt exemple de măsuri comune de prevenire a sănătății publice.
Sănătatea publică, împreună cu îngrijirea primară, asistența secundară și asistența terțiară , face parte din sistemul general de îngrijire a sănătății al unei țări. Multe intervenții de interes pentru sănătatea publică sunt efectuate în afara unităților de sănătate, cum ar fi supravegherea siguranței alimentelor, distribuirea de prezervative și programe de schimb de ace pentru prevenirea bolilor transmisibile.
Sănătatea publică joacă un rol important în eforturile de prevenire a bolilor atât în lumea în curs de dezvoltare, cât și în țările dezvoltate, prin sistemele locale de sănătate și organizațiile neguvernamentale.

## Domenii prioritare
Zone originale
Când inițiativele în domeniul sănătății publice au început să apară în Anglia în vremurile moderne (de la secolul al XVIII-lea încoace), au existat trei componente de bază ale sănătății publice, care erau toate legate de acțiunile de stat: furnizarea de apă de băut și canalizare (de exemplu, sistemul de canalizare din Londra); controlul bolilor infecțioase (inclusiv vaccinare și carantină ); o infrastructură în evoluție a diferitelor științe, de exemplu statistică, microbiologie, epidemiologie, științe ale ingineriei. Marea Britanie a fost un lider în dezvoltarea sănătății publice în acea perioadă de timp din necesitate: Marea Britanie a fost prima națiune urbană modernă(până în 1851 mai mult de jumătate din populație trăia în așezări de peste 2000 de persoane). Acest lucru a condus la un anumit tip de suferință care a condus apoi la inițiative de sănătate publică. Mai târziu, această îngrijorare specială a dispărut.
Schimbarea și diferența în timp dintre zone
Odată cu debutul tranziției epidemiologice și pe măsură ce prevalența bolilor infecțioase a scăzut în secolul al XX-lea , sănătatea publică a început să se concentreze mai mult pe bolile cronice precum cancerul și bolile de inimă. Eforturile anterioare din multe țări dezvoltate au condus deja la reduceri dramatice ale ratei mortalității infantile folosind metode preventive. În Marea Britanie, rata mortalității infantile a scăzut de la peste 15% în 1870 la 7% până în 1930. 

## Practica curentă
Organizația Mondială a Sănătății
Organizația Mondială a Sănătății (OMS) este o agenție specializată a Națiunilor Unite responsabilă de sănătatea publică internațională. Constituția OMS, care stabilește structura și principiile de conducere ale agenției, stabilește ca obiectiv principal „atingerea de către toate popoarele a celui mai înalt nivel posibil de sănătate”. Mandatul larg al OMS include pledoaria pentru asistența medicală universală, monitorizarea riscurilor pentru sănătatea publică, coordonarea răspunsurilor la urgențe de sănătate și promovarea sănătății și bunăstării umane.
OMS a jucat un rol de lider în mai multe realizări din domeniul sănătății publice, mai ales eradicarea a variolei, poliomielitei și dezvoltarea unui vaccin pentru Ebola. Prioritățile sale actuale includ bolile transmisibile, în special HIV/SIDA, Ebola, COVID-19, malaria și tuberculoza; boli netransmisibile, cum ar fi bolile de inimă și cancerul; alimentație sănătoasă, nutriție și securitate alimentară; sănătatea muncii și abuzul de substanțe.